# Zatîșne, Pișceanka
Zatîșne (în ucraineană Затишне) este un sat în comuna Studena din raionul Pișceanka, regiunea Vinnița, Ucraina.

## Demografie
Componența lingvistică a localității Zatîșne
     Ucraineană (97,83%)
     Română (2,17%)
Conform recensământului din 2001, majoritatea populației localității Zatîșne era vorbitoare de ucraineană (97,83%), existând în minoritate și vorbitori de română (2,17%).